# Феликс I (папа римский)
Феликс I (лат. Felix I; ? — 30 декабря 274) — епископ Рима с 5 января 269 года по 30 декабря 274 года.

## Биография
Феликс был коренным римлянином. Феликс был избран папой 5 января 269 года, став преемником Дионисия, который умер 26 декабря 268.
Феликс был автором важного догматического письма о единстве личности Христа. Он получил помощь императора Аврелиана в урегулировании богословского спора с Павлом Самосатским, который был лишен епископства Антиохии собором епископов по обвинению в ереси, и его преемником Домном.
Liber Pontificalis приписывает Феликсу указ, что литургии надлежит проводить на могилах мучеников («Hic constituit supra memorias martyrum missas celebrare»).

## Смерть и почитание
Решения Эфесского собора характеризуют папу Феликса как мученика. Но эта деталь, обозначенная в биографии папы в Liber Pontificalis, не имеет исторических доказательств. Согласно упоминанию в Liber Pontificalis, Феликс возвел базилику на Аврелианской дороге, тот же источник добавляет, что он был похоронен там. Последняя деталь, очевидно, ошибочна, «Feriale» — Римский календарь праздников IV века — говорит, что папа Феликс был предан земле в Катакомбах Святого Каллиста на Аппианской дороге. Заявление Liber Pontificalis относительно мученической смерти папы, очевидно, является результатом путаницы Феликса с другим римским мучеником с тем же именем, над чьей могилой была построена церковь. Кроме того, Римский календарь праздников помещает Феликса в раздел римских епископов («Depositio episcoporum»), а не в раздел мучеников.
Согласно «Depositio episcoporum», Феликс был предан земле в катакомбах Святого Каллиста 30 декабря.